# Julio César Álvarez
Julio César Alvarez (León, 1978) es un psicólogo y escritor español. 
Ha publicado narrativa, ensayo y poesía. En 2005 fue uno de los cofundadores de la revista Azul Eléctrico, en la que ejerció de director editorial hasta su disolución en 2010. Colabora en El País y en medios culturales como Bostezo, así como en revistas puramente literarias, fanzines y publicaciones independientes.

## Datos biográficos
Involucrado en la escena cultural de León, ha publicado una amplia obra narrativa. Además, ha ejercido como locutor de radio, DJ y promotor musical. En 2005 fue uno de los cofundadores de la revista Azul Eléctrico, en la que ejerció de director editorial hasta su disolución en 2010.
Colaborador en medios culturales como Mondosonoro o Bostezo, así como en revistas puramente literarias y en multitud de fanzines y publicaciones independientes. Actualmente, también escribe con frecuencia en prensa digital.